# Gaven (Queensland)
Gaven ist ein Vorort der Gold Coast, einer Stadt in Queensland, Australien. Bei der Volkszählung von 2021 zählte der Vorort 1.638 Einwohner.

## Lage
Gaven liegt nördlich von Nerang und wird durch den Pacific Highway östlich begrenzt. Der Vorort wird durch Wohnhäuser und einem ländlichen Charakter geprägt.

## Name
Gaven ist nach John Frederick Gaven benannt, ein Farmer, der in Nerang geboren wurde. Er lebte in diesem Gebiet von Gaven, in dem er große Ländereien besaß. Er war Ratsmitglied von 1936 bis 1960 und von 1960 bis 1950 für Southport ins Parlament von Queensland gewählt. Der Vorort Gaven entstand 2004 als der ursprüngliche Vorort Pacific Pines von Gold Coast geteilt wurde.